# Michele Guerrisi

M. Guerrisi, Selbstporträt

Michele Guerrisi (* 23. Februar 1893 in Cittanova in der Nähe von Reggio Calabria; † 1963 in Rom) war ein italienischer Künstler und Kunsthistoriker.

## Leben
Guerrisi ist in Palmi (Kalabrien) aufgewachsen. Er studierte in Kalabrien, Florenz, Rom und Neapel, wo er 1916 sein Diplom in Literatur und Bildhauerei am Instituto di Belle Arti (Kunst-Akademie) machte. In den folgenden Jahren war er Lehrer für Kunstgeschichte an den Kunst-Akademien in Palermo (1920–21), in Carrara (1921–22) sowie in Turin (1922–1941). In Turin lehrte er auch Kunstgeschichte an der Scuola Superiore di Architettura (Hochschule für Architektur) sowie an der Facoltà di Magistero (Pädagogischen Hochschule). Nach 1941 war er Professor an der Kunst-Akademie in Rom, deren Leitung als Direktor er 1952 übernahm.
Michele Guerrisi war verheiratet mit Martha Rempdte, die aus einer in Neapel ansässigen deutsch-dänischen Familie stammte.
Schüler von Michele Guerrisi waren z. B. in Turin Umberto Mastroianni (* 1910, † 1998) und in Rom Elisabeth Managò, geb. Herder (* 1930, † 2013). Werke von Michele Guerrisi als Bildhauer stehen u. a. in seinem Geburtsort Cittanova (Denkmal im Park), in Palmi (das Grab des aus Palmi stammenden Komponisten und Musikpädagogen Francesco Cilea sowie das Denkmal für gefallene Soldaten), in Turin und in Rom.

## Werke
Hier eine Auswahl wichtiger, öffentlich ausgestellter Werke (meist Monumente). Viele weitere Werke befinden sich im Museum von Palmi, dem Michele Guerrisi nach seinem Tod den Nachlass vermacht hat mit der Vorgabe, seine Werke auszustellen.
- „Monument für die gefallenen Studenten der Universität von Neapel“ (1921) in Neapel.
- „Büste von Benedetto Croce“ (1922) in Neapel und im Museum von Palmi.
- „Monument für die Gefallenen von Palmi“ (1929) in Palmi, Kalabrien.
- „Monument für die Gefallenen von Catanzaro“ (1932) in Catanzaro.
- „Grabmal von Noemi Marone“ (1938) in Turin.
- "La filosofia" (Die Philosophie", 1941) in Rom, Statue am Palazzo della Civiltà der EUR.
- „Büste des Bildhauers U. Mastroianni“ (1934).
- „Die Wiedererweckung des Lazarus“ (1937) in Turin, Monument vor der Cappella Vaciago.
- „Statue von Julius Caesar“ (1939) im Römischen Museum von Vercelli.
- „Mariae Verkündigung“ (1933) auf dem Friedhof von Asti.
- „Das Grabmal von Francesco Cilea“ (1954) in Palmi.
- „Die Geburt der Venus“ (1954) in Turin, Piazzetta della Società anonima di Assicurazioni.

| Personendaten    | Personendaten                              |
| ---------------- | ------------------------------------------ |
| NAME             | Guerrisi, Michele                          |
| KURZBESCHREIBUNG | italienischer Künstler und Kunsthistoriker |
| GEBURTSDATUM     | 23. Februar 1893                           |
| GEBURTSORT       | Cittanova                                  |
| STERBEDATUM      | 1963                                       |
| STERBEORT        | Rom                                        |